# 池澤巧貢
池澤 巧貢（いけざわ たくみ、2005年9月30日 - ）は日本の子役、声優。劇団ひまわり所属。

## 出演

### 映画
- くじけないで（2013年） - 柴田健一（幼少期） 役
- 天空の蜂（2015年） - 山下恵太 役
- ヒロミくん!4 全国総番長への道～母を探して放浪記～（2015年） - 井上剛史 役[2]
- 劇場版 動物戦隊ジュウオウジャー ドキドキサーカスパニック!（2016年） - 子供B 役
- 望郷（2017年）

### テレビドラマ
- 天地人（2009年、NHK） - 鶴松 役[3]
- うぬぼれ刑事（2010年、TBS）[4]
- 家族八景 Nanase,Telepathy Girl's Ballad（2012年、TBS） - 桐生彰 役[5]
- 潔子爛漫〜きよこらんまん〜（2013年、フジテレビ）[6]

### テレビアニメ
- ピンポン THE ANIMATION（2014年） - 子供のアクマ（佐久間学） 役[7]
- 美男高校地球防衛部LOVE! LOVE!（2016年） - 子供達 役[8]

### 教育番組
- 時々迷々（2010年、NHK） - 公園の親子（子供） 役[9]